# Ducado de Beaufort

Escudo de armas del ducado de Beaufort.

El título del Ducado de Beaufort en los Títulos nobiliarios del Reino Unido, fue creado por el rey Carlos II de Inglaterra en 1682 para Henry Somerset, tercer marqués de Worcester, un descendiente de Charles Somerset, primer conde de Worcester, hijo ilegítimo de Enrique Beaufort, tercer duque de Somerset, un líder de Lancaster en la Guerra de las Rosas. El nombre de Beaufort  hace referencia a un castillo en Anjou, Francia, que hace que sea el único título de ducado con el nombre de un lugar fuera de las islas británicas.
Son descendientes por línea paterna de Juan de Gante y Eduardo III de Inglaterra. El Castillo de Beaufort era una posesión de Juan de Gante.
El duque de Beaufort tiene dos títulos subsidiarios: Marqués de Worcester (fundado en 1642) y Conde de Glamorgan (1514). El primero es un título de cortesía del hijo mayor y heredero del duque, mientras que el título de Conde de Glamorgan es utilizado por el hijo mayor del heredero del ducado, es decir, el marqués de Worcester. El hijo mayor del conde de Glamorgan, a su vez, es conocido por el título de Vizconde Grosmont. Todos los títulos subsidiarios están en los títulos nobiliarios del Reino Unido.
La principal propiedad de la familia es Badminton House, cerca de Chipping Sodbury, en Gloucestershire.

## Condes de Worcester

### Primera creación (1138)
- Waleran de Beaumont,  primer conde de Worcester (1104-1166)

### Segunda creación (1375)
- Thomas Percy, primer conde de Worcester (1343-1403)

### Tercera creación (1420)
- Richard de Beauchamp, primer conde de Worcester (c. 1397-1422)

### Cuarta creación (1456-1457)
- John Tiptoft, I conde de Worcester (c. 1427-1470)
- Edward Tiptoft, II conde de Worcester (c. 1469-1485)

### Quinta creación (1514)
- Charles Somerset, primer conde de Worcester (c. 1450-1526)

Henry Somerset, segundo conde de Worcester (c. 1495-1548)
- William Somerset, tercer conde de Worcester (f. 1589)
- Somerset Eduardo, cuarto conde de Worcester (1553-1628)
- Henry Somerset, quinto conde de Worcester (1577-1646) (titulado marqués de Worcester en 1643)

## Marqueses de Worcester (1642)
- Henry Somerset, primer marqués de Worcester (1577-1646)
- Edward Somerset, segundo marqués de Worcester (1601-1667)
- Henry Somerset, tercer marqués de Worcester (1629-1700) (titulado duque de Beaufort en 1682)

## Duques de Beaufort (1682)
- Henry Somerset, primer duque de Beaufort  (1629-1700)
- Henry Somerset, segundo duque de Beaufort (1684-1714)
- Henry Scudamore, tercer duque de Beaufort  (1707-1745)
- Carlos Noel Somerset, cuarto duque de Beaufort (1709-1756)
- Henry Somerset, quinto duque de Beaufort  (1744-1803)
- Charles Somerset Enrique, sexto duque de Beaufort (1766-1835)
- Henry Somerset, séptimo duque de Beaufort (1792-1853)
- Henry Charles Fitzroy Somerset, octavo duque de Beaufort (1824-1899)
- Adelbert Henry Fitzroy Somerset Wellington, noveno duque de Beaufort  (1847-1924)
- Henry Hugh Arthur Somerset, décimo duque de Beaufort (1900-1984)
- David Robert Somerset, undécimo duque de Beaufort (n. 1928)

Heredero aparente: Henry John Fitzroy Somerset, marqués de Worcester (n. 1952)
Heredero aparente de Lord Worcester: Robert Somerset, conde de Glamorgan (n. 1989)